# Іст-Керролл Тауншип (округ Кембрія, Пенсільванія)
Іст-Керролл Тауншип (англ. East Carroll Township) — селище (англ. township) в США, в окрузі Кембрія штату Пенсільванія. Населення — 1425 осіб (2020).

## Демографія
Згідно з переписом 2010 року, у селищі мешкали 1654 особи в 628 домогосподарствах у складі 478 родин. Було 662 помешкання
Расовий склад населення:
| - 99,8 % — білих - 0,1 % — корінних американців - 0,1 % — чорних або афроамериканців |

До двох чи більше рас належало 0,1 %. Частка іспаномовних становила 0,7 % від усіх жителів.
За віковим діапазоном населення розподілялося таким чином: 21,0 % — особи молодші 18 років, 63,6 % — особи у віці 18—64 років, 15,4 % — особи у віці 65 років та старші. Медіана віку мешканця становила 44,8 року. На 100 осіб жіночої статі у селищі припадало 102,2 чоловіків;  на 100 жінок у віці від 18 років та старших — 101,9 чоловіків також старших 18 років.
Середній дохід на одне домашнє господарство  становив 71 834 долари США (медіана — 61 875), а середній дохід на одну сім'ю — 78 049 доларів (медіана — 67 500). Медіана доходів становила 43 333 долари для чоловіків та 36 000 доларів для жінок. За межею бідності перебувало 2,9 % осіб, у тому числі 1,8 % дітей у віці до 18 років та 2,5 % осіб у віці 65 років та старших.
Цивільне працевлаштоване населення становило 758 осіб. Основні галузі зайнятості: освіта, охорона здоров'я та соціальна допомога — 30,7 %, транспорт — 10,7 %, роздрібна торгівля — 9,1 %.